# Teòcrit de Quios
Teòcrit de Quios (grec antic: Θεόκριτος, llatí: Theocritus, fou un orador i sofista grec nadiu de Quios. Potser també fou historiador, però no és clar, atès que podria ser una confusió amb Teocrest. Va viure en temps d'Alexandre el Gran i fou deixeble de Metrodor. Fou oponent polític del filòsof Teopomp de Quios (que era del partit aristocràtic pro macedoni, mentre Teòcrit era demòcrata nacionalista). Teopomp el va acusar en una carta a Alexandre de viure en gran luxe, després d'haver estat abans un pobre.
Va ofendre a Alexandre amb el seu sarcasme enginyós, que sembla que li va donar molta popularitat, quan aquest estava preparat unes celebracions magnífiques per commemorar el seu retorn de l'Índia i va demanar a les ciutats gregues d'Àsia d'enviar un gran subministrament de teles de porpra. Teòcrit va contestar que ara entenia les paraules d'Homer ""ἔλλαβε πορφύρεος θάνατος καὶ μοῖρα κραταίη".
Un Anticles fill de Teòcrit és esmentat per Flavi Arrià com a participant en la conspiració d'Hermolau, i si aquest Teòcrit fos el Teòcrit de Quios, el destí del seu fill explicaria la recança contra Alexandre. Un epigrama molt amarg escrit per Teòcrit sobre Aristòtil el van conservar en parts separades Diògenes Laerci, Plutarc i Eusebi de Cesarea i està inclòs a l'Antologia grega. Aquest epigrama s'ha atribuït també a Teòcrit de Siracusa sense gaire fonament.
Finalment fou executat per orde d'Antígon el Borni per burlar-se de l'únic ull del diàdoc. Això va passar en data desconeguda però lògicament abans del 301 aC quan Antígon va morir en una batalla.
Suides esmenta com obres de Teòcrit: 
- Χρεῖαι, Dites intel·ligents, que serien un recull fet per algú altre sobre les opinions sarcàstiques de Teòcrit.
- ἱστορία Λιβύης, Història de Líbia, podria ser obra de Teocrest i no de Teòcrit i, per tant, hom dubta de la seva condició d'historiador.
- ἐπιστολαὶ θαυμασίαι, De rebus mirabilibus, és a dir, sobre les coses admirables. Vossius diu Epistolae admirabiles, però no són epístoles.

Eudòxia Macrembolitissa hi afegeix λογοί πανηγυρικοί.
Climent d'Alexandria menciona Teòcrit de Quios diverses vegades, i l'anomena ὁ θεῖος σοφιστής (meravellós sofista), i Diògenes Laerci diu que Ambryon en va escriure una biografia.